# Corba serpentina
Un corba de serpentina és una corba l'equació del qual és de la forma
{\displaystyle x^{2}y+aby-a^{2}x=0}, on {\displaystyle ab>0}. El que és equivalent, té pre representació paramètrica {\displaystyle x=a\cot(t),y=b\sin(t)\cos(t)}. Les corbes serpentines les varen estudiar L'Hopital i Huygens, i els va donar nom i les va classificar Newton.

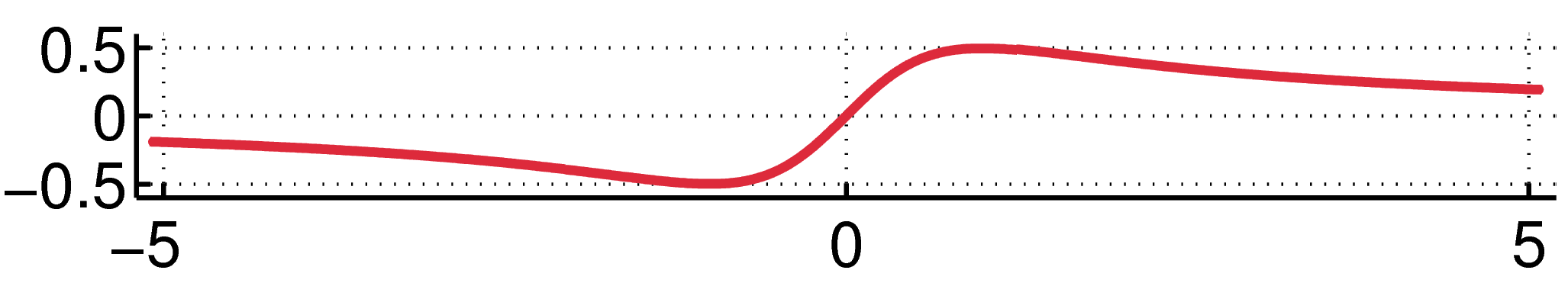
La corba serpentina per a